# Miss Mundo España 2013
Miss Mundo España 2013 fue la primera edición del concurso de belleza Miss Mundo España, el cual se llevó a cabo el sábado 29 de junio de 2013 en el complejo de los Lagos Martiánez de Puerto de la Cruz, en la provincia de Tenerife, España. 
Al final de la velada Aránzazu Estévez, última representante española en el certamen Miss Mundo coronó a la representante de País Vasco, Elena Ibarbia como Miss Mundo España 2013, por lo que más tarde representaría a España en el Miss Mundo del mismo año, consiguiendo quedar en puesto de tercera finalista.

## Resultados[1]
| Resultado          | Candidata                     |
| ------------------ | ----------------------------- |
| Miss Mundo España  | - País Vasco - Elena Ibarbia  |
| Primera Finalista  | - Madrid - Inés Baquera       |
| Segunda Finalista  | - Málaga - Cristina Mesa      |
| Tercera Finalista  | - Valencia - Sheila Purroy    |
| Cuarta Finalista   | - Sevilla - Tamara Llagas     |
| Quinta Finalista   | - Aragón - Raquel Ruíz        |
| Sexta Finalista    | - Islas Baleares - Paula BM   |
| Premios Especiales |                               |
| Proyecto Social    | - Sevilla - Tamara Llagas     |
| Redes Sociales     | - Extremadura - Ana Hernández |

## Candidatas Oficiales[2]
| Estado             | Candidata       | Edad | Estatura (m) |
| ------------------ | --------------- | ---- | ------------ |
| Alicante           | Marta Martínez  | 20   | 1,80 m       |
| Aragón             | Raquel Ruiz     | 18   | 1,81 m       |
| Castellón          | Tania Ayuso     | 21   | 1,74 m       |
| Castilla-La Mancha | Noelia Freire   | 19   | 1,76 m       |
| Cataluña           | María Marín     | 23   | 1,75 m       |
| Córdoba            | Blanca Jiménez  | 24   | 1,80 m       |
| Extremadura        | Ana Hernández   | 21   | 1,74 m       |
| Galicia            | Melissa Arias   | 23   | 1,70 m       |
| Granada            | Isabel López    | 23   | 1,76 m       |
| Huelva             | Rocío Parreño   | 23   | 1,78 m       |
| Islas Baleares     | Paula BM        | 21   | 1,72 m       |
| Las Palmas         | Esther Pérez    | 23   | 1,72 m       |
| Madrid             | Inés Baquera    | 21   | 1,76 m       |
| Málaga             | Cristina Mesa   | 18   | 1,79 m       |
| Melilla            | Paula Solorzano | 19   | 1,75 m       |
| Murcia             | Athenea Pérez   | 18   | 1,76 m       |
| País Vasco         | Elena Ibarbia   | 18   | 1,80 m       |
| Sevilla            | Tamara Llagas   | 24   | 1,64 m       |
| Tenerife           | Sirelis Corujo  | 22   | 1,76 m       |
| Valencia           | Sheila Purroy   | 21   | 1,76 m       |

## Jurado Calificador[3]
- Arno Richartz - Dir. Gerente de Viajes Canarias Europa (Presidente del Jurado)
- Ramiro Finol - Presidente del certamen Miss Rep. Dominicana Mundo
- Montse Escobar - Dir.ª de comunicación de Grey Group International
- Carlos Ferrando - Periodista
- Ángela Loriente - Vicepresidenta del Grupo Conybar Hoteles
- Richard Dorta - Especialista en certámenes de belleza

## Enlaces
- Sitio web oficial
- Miss España Mundo